# Хименес, Хуан Хосе
Хуан Хосе Хименес Дельгадо (исп. Juan José Giménez Delgado; род. 1 июня 2003) — парагвайский футболист, нападающий клуба «Рубио Нью».

## Клубная карьера
Хименес — воспитанник клуба «Серро Портеньо». 15 июня 2022 года в матче против «Ресистенсия» он дебютировал в парагвайской Примере. В 2024 году Хименес на правах аренды перешёл в «Спортиво Амелиано». 22 мая в матче против «2 мая» он дебютировал за новую команду.